# АВК (кондитерська компанія)
Компанія «АВК» — український виробник солодощів, 2017 року був 64-м зі ста найбільших кондитерських компаній світу. Спеціалізується на кондитерських виробах, мультизлакових снеках та рослинному м'ясі. Виробничі потужності розташовано в м. Дніпрі.

## Історія
Компанію засновано 1991 року як постачальник какао-бобів для кондитерських фабрик України.
- 1993 — було створено власне коррексне виробництво для упаковування харчових продуктів[4].
- 1994 — компанія запустила виробництво шоколадних виробів і почала продаж готових кондитерських продуктів — порожніх шоколадних фігурок, випущених на обладнанні власної конструкції та виготовлення[5].
- 1996 — до складу компанії «АВК» увійшла Донецька кондитерська фабрика, було здійснено повну модернізації виробництва, встановлені нові лінії. Основна спеціалізація — желейно-жувальні цукерки, здобне печиво, продукти, вироблені за екструзійною технологією та комбіновані[3].
- 1997 — до складу компанії увійшла Луганська кондитерська фабрика, продовжувався розвиток дистриб'юторської мережі. Зміцнювалися позиції на кондитерському ринку[6].
- 1998 — відбувся запуск першого в Україні екструзійного виробництва. Був створений перший пострадянський бренд «Мажор». Активно розвивалося виробництво шоколадних цукерок.
- 1999 — американський інвестфонд Western NIS Enterprise Fund (WNISEF) інвестував 8,9 млн доларів в розвиток компанії[7].
- 2000 — відбулася сертифікація системи управління якістю на відповідність вимогам міжнародного стандарту ISO — 9001. Компанія «АВК» стала однією з перших в українській кондитерській галузі, яка отримала сертифікат на систему управління якістю ISO 9001[6].
- 2001 — було введено в експлуатацію нова фабрика в Донецьку (борошняні та вафельні вироби).
- 2002 — на фабриці в Донецьку була запущена в експлуатацію лінія по виробництву продукції екструзійної технології[4].
- 2003 — до складу «АВК» увійшла Дніпропетровська кондитерська фабрика. Встановлено новітнє обладнання з випуску високоякісних шоколадних цукерок[6].
- 2004 — АВК запустив нову лінію виробництва категорії желейно-жувальних цукерок.
- 2005 — обсяги реалізації продукції компанії «АВК» перевищили 1 млрд грн.
- 2006 — оновлення виробництва, асортимент, встановлено лінію формованого шоколаду на фабриці в Дніпрі[6].
- 2008 — налагоджено співпрацю з кутюр'є Пако Рабаною в рамках створення дизайну ексклюзивної коробки цукерок «Шедевр Premio»[8].
- 2009 — запущено першу в Європі лінію КСК з повністю замкнутим автоматичним циклом виробництва. Потужність лінії складала — 3 тонни цукерок на годину, при мінімальній участі працівників.
- 2010 — на 40 % оновлено асортимент, розширено сегмент солодощів без цукру.
- 2014 — після початку російсько-української війни в Донецькій та Луганській областях, у липні було припинено роботу луганської кондитерської фабрики, у грудні була зупинена робота донецької фабрики[3][9].
- 2015 — фабрику в тимчасово окупованому російськими терористами місті Донецьку було закрито[10], виробничі потужності перенесено до Дніпра, компанія забезпечила сім'ям співробітників переїзд та проживання до Києва й Дніпра[11].
- 2016 — компанія встановила технологічні лінії на фабриці в Дніпрі, що дозволило відновити виробництво, починає виробництво власної кави, вивела на ринок ТМ Baristi[4][12].
- 2020 — компанія «АВК» вийшла за рамки виробництва виключно кондитерської продукції і випустила мультизлаковий снек «BRUNCH». У 2021 році запущений бренд 100 % рослинного м'яса «Dreameat»[12][13].
- 2024 — Фонд гарантування вкладів фізичних осіб (ФГВФО) призначив проведення аукціону з продажу кредитів Промінвестбанку, серед яких як застава є кондитерська фабрика «АВК» у Дніпрі та обладнання в Донецьку. На аукціон виставлено приміщення площею 37,847 тис. м2 за 92 млн грн, два тепловози з трьома вагонами, 14 навантажувачів. Стартова ціна — 1,26 млрд грн. За даними YouControl, «АВК» протягом 2021—2022 років не отримувала виручки. Водночас бізнес «АВК» складається з кількох підприємств, тому робота корпорації триває[14].

### Ліквідація частини компанії
У липні 2021 року Господарський суд Донецької області визнав компанію ПрАТ «АВК», що входить до холдингу «АВК», банкрутом, а 17 липня почався процес її ліквідації. ПрАТ «АВК» — це компанія, активи якої було розташовано на тимчасово окупованих РФ територіях України, і протягом 2014—2021 року вона не вела діяльності.

## Торгові марки
«Королівський Шарм», «Труфальє», «Трюфель», «Гуллівер», «Мажор», «Бам-Бук», «Шоколадна Ніч», «Шоколад без цукру АВК», «Kresko», «Brunch», «Dreameat».

## Галерея

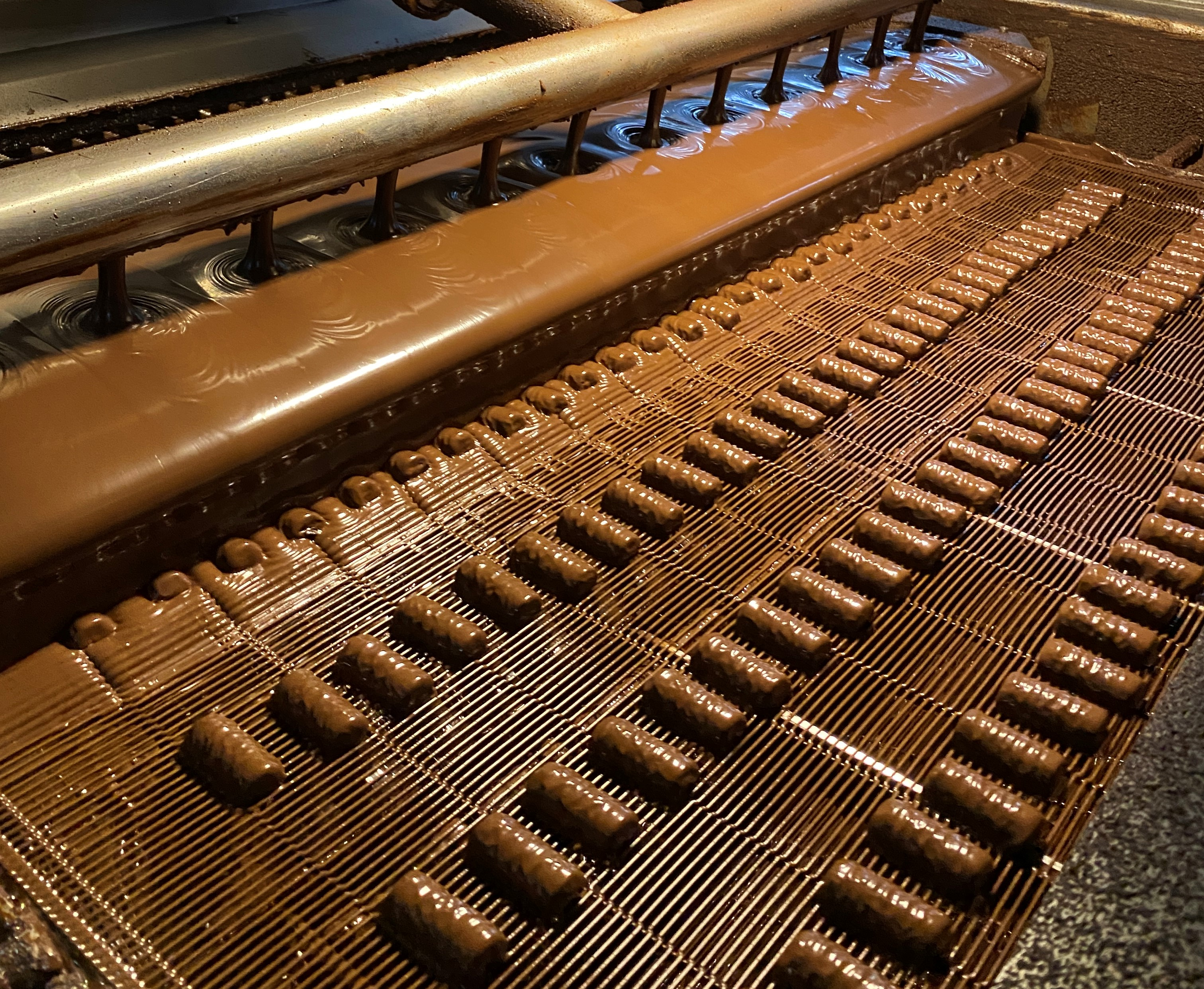
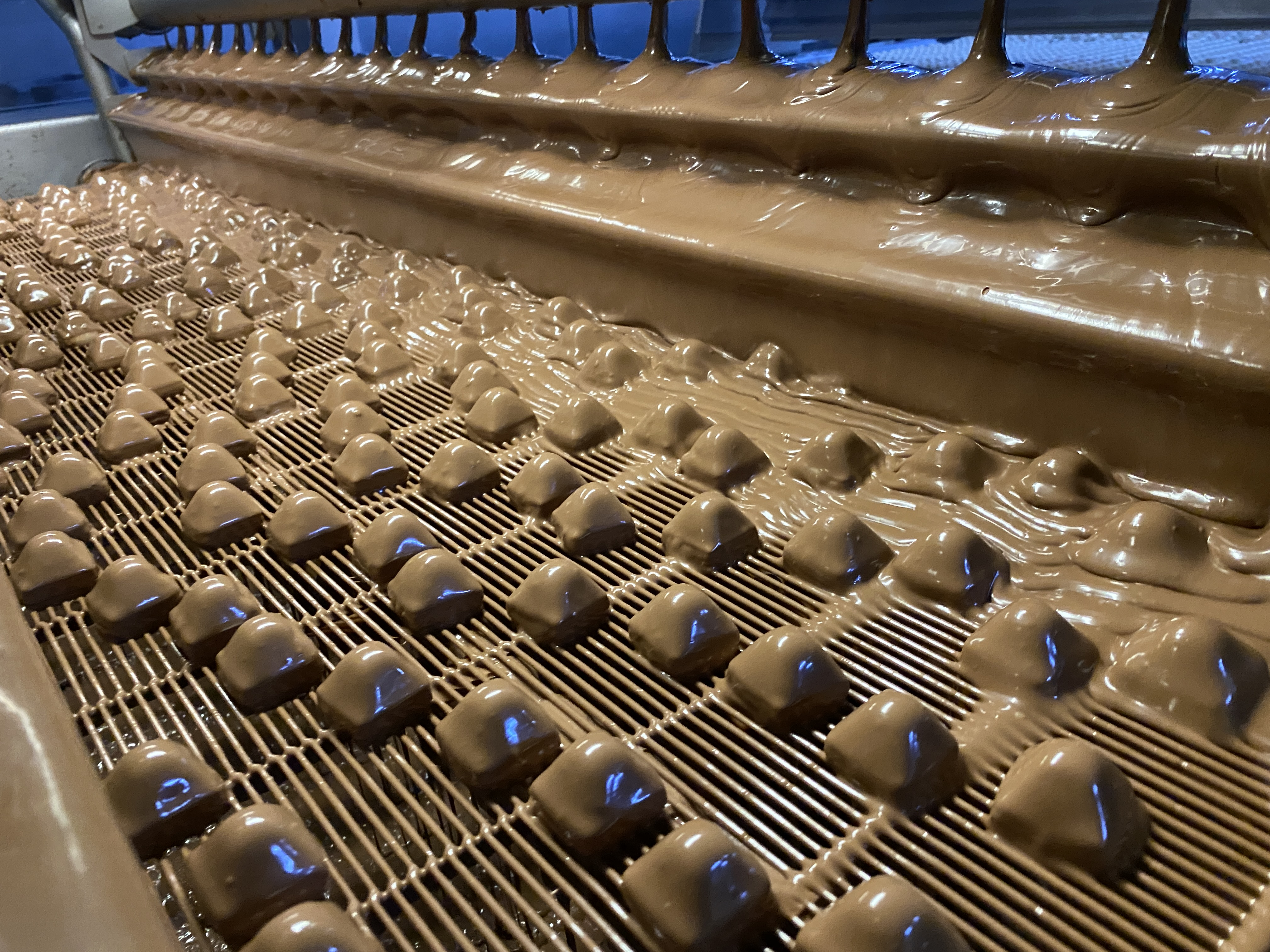
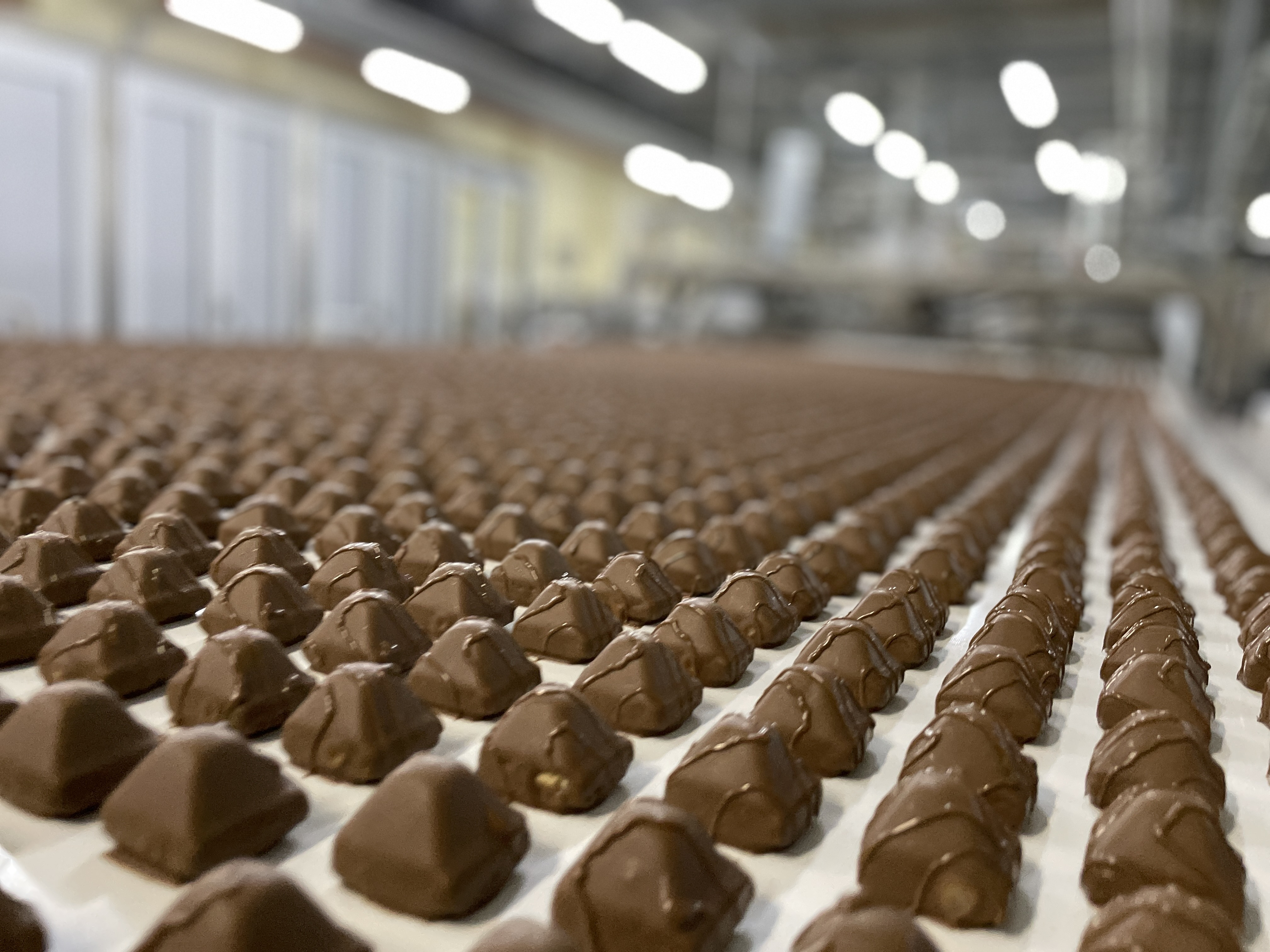
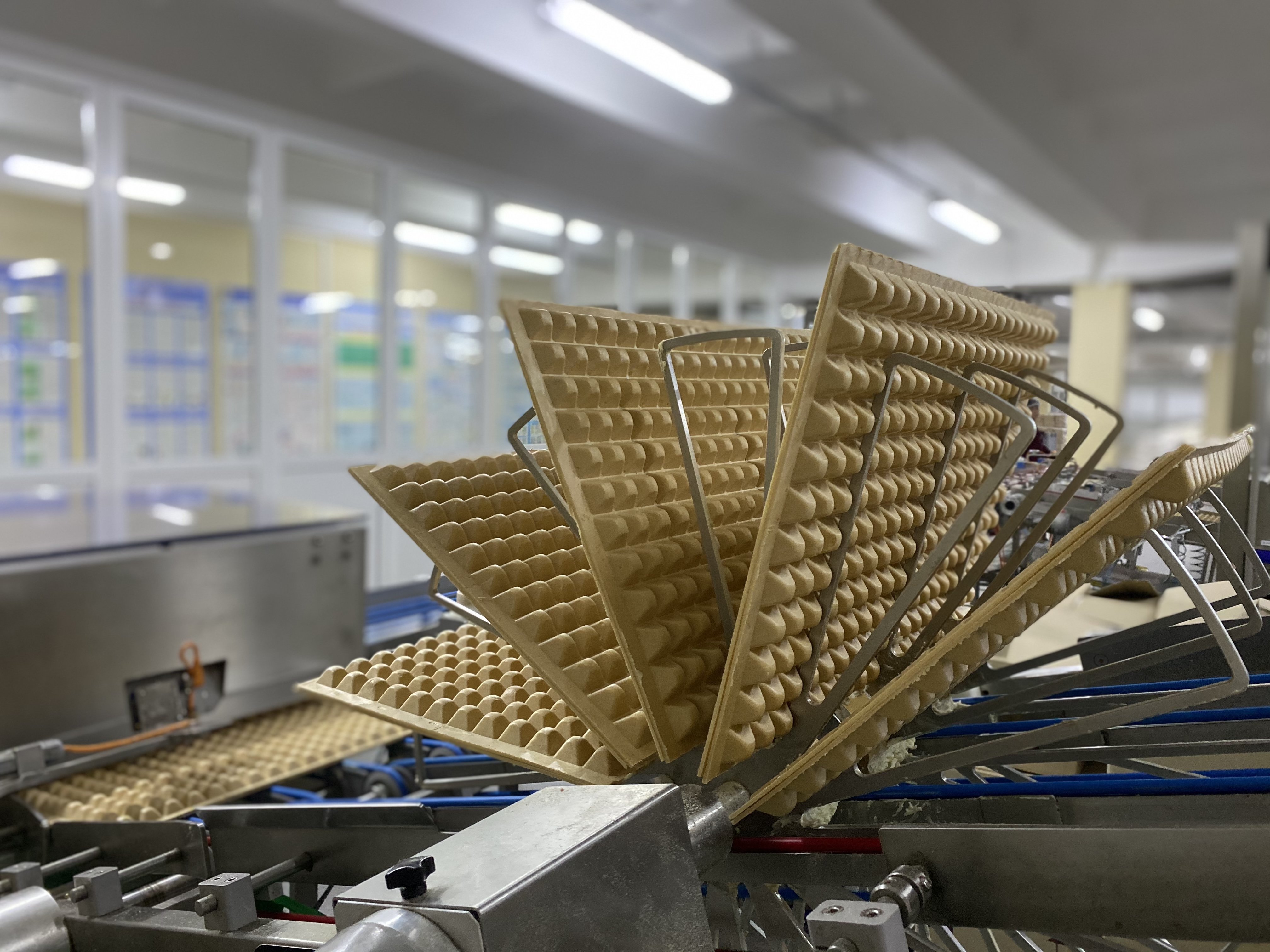
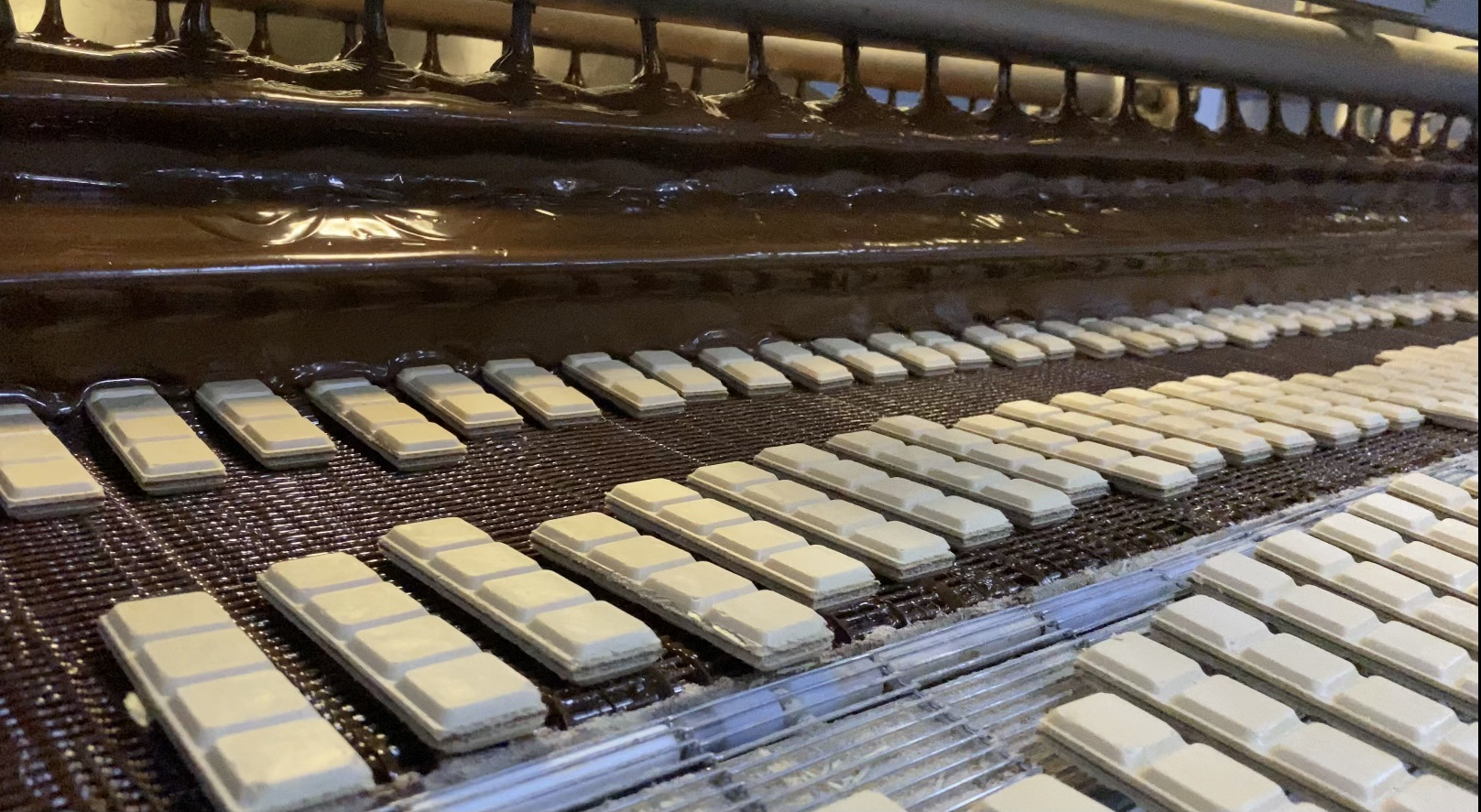

## PR
Компанія «АВК», з метою скорочення споживання м'яса і зменшення викидів СО2, запустила продукти на основі рослинного білка.
2020 року компанія «АВК» зробила внесок в 1 млн ₴ на закупівлю медичного обладнання для Національного інституту раку.

## Нагороди
- 2011 — міжнародний інститут смаку та якості iTQi (Брюссель, Бельгія) відзначила продукцію «АВК» на конкурсі «Superior Taste Award», нагороди отримали шоколадні цукерки «КрімЧері» і «Трюфель Оригінальний»[24].
- 2012 — сертифікат «Халяль»[25].
- 2017 — компанію включено до 100 найбільших кондитерських компаній світу під № 64[1].